# Belägringen av Angband
Belägringen av Angband eller "Den långa freden" var ett fiktivt slag i J.R.R Tolkiens bok Silmarillion och var en del av Beleriandkrigen. Det var Noldoralvernas belägring av Morgoths fästning under de första århundradena av solens åldrar.  Belägringen inleddes efter Dagor Aglareb år 60. För det mesta var det en epok av överflöd, fred och lycka för både alver och människor. Den långa freden varade i hundratals år, människorna kom över till de Blå Bergen och Noldors skicklighet och förmåga nådde sin höjdpunkt.
- Fingolfin och Fingon höll vakt från Hithlum i väst.
- Finrod och Orodreth från Tol Sirion i norr.
- Angrod och Aegnor från Dorthonion i söder.
- Fëanors söner bevakade Angband från de östra träsken.

Belägringen var ofullständig då Morgoth fortfarande var i stånd att skicka ut sina styrkor genom hemliga lönnportar från Thangorodrims torn för att angripa alverna och för att övervaka hela Beleriand.
I en av dessa attacker attackerade draken Glaurung. På ett ögonblick drevs den större delen av alvernas styrkor tillbaka. Men draken var fortfarande inte fullvuxen och hans skal var fortfarande ömtålig. Fingon, som ledde en styrka av hästburna bågskyttar, kunde driva tillbaka draken till Angband. Fingon fick mycket beröm för denna bedrift.
Efteråt växte sig noldors styrka och Angband utgjorde inte något betydande hot. Men Noldor och deras allierade hade inte tillräckligt med styrkor för ett direkt angrepp mot Angband. Efter nästan fyrahundra år blev belägringen bruten och fredens tid slutade under Dagor Bragollach (Den Plötsliga Flammans Slag), ett angrepp som Morgoth utfärdades från Thangorodrim, vilket utgjorde beskydd för hans anfallande styrkor.